# Jean-Antoine Chaptal
Jean-Antoine Chaptal, hrabě Chanteloup (5. června 1756 Nojaret – 30. června 1832 Paříž) byl francouzský chemik a politik. Patří mezi sedmdesát dva francouzských vědců, jejichž jména jsou napsána na Eiffelově věži.
Vystudoval Montpellierskou univerzitu, na níž od roku 1780 přednášel, díky věnu své ženy, dcery obchodníka s textilem, si zařídil v montpellierské čtvrti La Paille továrnu na výrobu chemikálií.
Zapojil se do Velké francouzské revoluce na straně girondistů, v době jakobínského teroru byl uvězněn a těsně unikl popravě, zachránila ho jeho schopnost vyrábět střelný prach, nepostradatelná pro každý režim. Roku 1798 byl zvolen členem Francouzského institutu. Poté, co byl z pozice ministra vnitra odvolán Pierre-Simon Laplace, navrhl konzul Jean-Jacques-Régis de Cambacérès Napoleonovi, aby jeho nástupcem jmenoval Chaptala, s nímž se znal z Montpellieru. Chaptal byl ve vládě v letech 1800–1804, přijal řadu opatření pro hospodářské povznesení země, zavedl rozsáhlé investice do zdravotnictví a školství, založil centrální statistický úřad. Vydal dekret o zřízení národního muzea v paláci Louvre, byl také zakladatelem a prvním předsedou Société d'encouragement pour l'industrie nationale.
Po odchodu z vlády byl senátorem, roku 1808 obdržel titul hraběte z Château de Chanteloup. Zasedal rovněž ve vládě stodenního císařství, jako odborník na průmysl a zemědělství zůstal v čele Společnosti i v době restaurace Bourbonů a byl pověřen organizováním úspěšných hospodářských výstav v Paříži v letech 1819, 1823 a 1827.
Roku 1790 navrhl pro dusík název nitrogéne (ledkotvorný), který se v řadě jazyků ujal. Ve spise L'Art de faire, gouverner et de perfectionner le vin (1801) propagoval vylepšování chuti vín přidáním cukru do kvasícího moštu. Tato metoda byla známá už dříve, ale díky cenové dostupnosti řepného cukru se masově rozšířila a později získala název chaptalizace.
Étienne Pierre Ventenat po něm pojmenoval rod hvězdnicovitých rostlin Chaptalia.
Jeho syn Jean-Baptiste Marie Chaptal de Chanteloup byl průmyslníkem.